# Грено
Грено (дан. Grenaa) је град у Данској, у североисточном делу државе. Град је у оквиру покрајине Средишње Данске, где са околним насељима чини једну од општина, Општину Нордјурс.

## Географија
Грено се налази у североисточном делу Данске. Од главног града Копенхагена, град је удаљен 200 километара северозападно. Најближи значајнији град је Орхус, 65 километара југозападно од Грена.
Град Грено се налази на мањем полуострву Дјурсланд, источном делу данског полуострва Јиланд, на обали Северног мора (Категат). Подручје око града је равничарско. Надморска висина града креће се од 0 до 20 метара.

## Историја
Подручје Грена било је насељено још у доба праисторије. Данашње насеље се први пут помиње око 1300. године.
И поред петогодишње окупације Данске (1940-45.) од стране Трећег рајха Грено и његово становништво нису много страдали.

## Становништво
Грено је 2010. године имао око 14 хиљада у градским границама и око 45 хиљада са околним насељима.

## Партнерски градови
- Клаксвик